# Slanke kathaai
De slanke kathaai (Schroederichthys tenuis) is een vissensoort uit de familie van de Atelomycteridae. De wetenschappelijke naam van de soort is voor het eerst geldig gepubliceerd in 1966 door Springer.